# 파키스탄의 LGBT 권리
파키스탄에는 LGBT 권리가 거의 또는 전혀 없다. 1860년 10월 6일 이후 동성애 행위에 동참하는 것은 불법이다 (동일한 성별의 사람과 성적 접촉을 갖는 것). 인도의 이웃 나라와는 달리,이 법은 아직 폐지되지 않았다. 동성애는 또한 파키스탄에서 금기 사항으로 생각된다. 파키스탄의 주요 종교는 동성애를 인정하지 않는다. 이 때문에 많은 사람들이 동성애와 다른 형태의 대체 성적 취향에 반대한다.
파키스탄은 공식적으로 이슬람 공화국이다. 그러나 현실적으로 파키스탄은 대체로 비 종교적이다. 주로 영국인으로부터 계승 된 앵글로 색슨 법칙을 가지고 있다. 점점 더 자유주의의 경향 (또는 패턴)이 나라에서 점점 더 많아지고 있다. 세계화와 사회적 관용 역시 증가하고 있다. 이 때문에 공공 게이 파티가 전국에서 일어나고 있으며, 이들 당사자는 수년 동안 번창해 왔다.
파키스탄 헌법은 성적 취향이나 성 정체성을 구체적으로 언급하지 않다. 헌법에는 LGBT 파키스탄 시민의 권리에 영향을 줄 수있는 부분이 있다.